# Rosinendörfchen
Rosinendörfchen ist ein Ortsteil im Osten der sächsischen Landeshauptstadt Dresden. 

## Geographie
Rosinendörfchen liegt in der Gemarkung Eschdorf. Mit dieser zählt es zum statistischen Stadtteil Schönfeld/Schullwitz und gehört damit zur Ortschaft Schönfeld-Weißig. Der kleine Ortsteil besteht im Wesentlichen aus knapp zehn bebauten Parzellen, die von überwiegend landwirtschaftlich genutztem Terrain umgeben sind. Rosinendörfchen ist der östlichste Ortsteil Dresdens und befindet sich sogar weiter östlich als die Pirnaer Altstadt. Nur 1 Kilometer östlich der Ortslage beginnt das Gebiet der Dresdner Nachbargemeinde Dürrröhrsdorf-Dittersbach.
Das Rosinendörfchen befindet sich entlang der gleichnamigen Anliegerstraße östlich der eigentlichen Ortslage Eschdorf an der Wiesenmulde eines linken Zuflusses des Schullwitzbachs. Unmittelbar südlich führt die Staatsstraße 161 von Eschdorf über Dittersbach und Hohnstein nach Bad Schandau vorbei.

## Geschichte
In Eschdorf befanden sich zwei Mühlen. Während die Obermühle, im 19. Jahrhundert Geburtshaus des Großindustriellen Gottlieb Traugott Bienert und später in dessen Besitz, bis heute zumindest als Gebäude besteht, ging die Bedeutung der Niedermühle im ausgehenden 17. Jahrhundert zurück, sodass sie schließlich abgerissen wurde. Das Flurstück, auf dem sie gestanden hatte, wurde 1708 parzelliert und anschließend bebaut. Die neuen Eigner waren vier Gärtner und ein Häusler. Im Jahr 1748 fand die Siedlung unter dem Namen „Vierhäuser“ Erwähnung. Ihr heutiger Name „Rosinendörfchen“ könnte irrtümlich aus der Beschriftung „Roßindorff“ in einer Landkarte von 1753 abgeleitet worden sein, demnach wäre der Ortsname eine Verschreibung des nahegelegenen Rossendorf. Wenig später heißt der Ort „Rosinendörffel“, also „Kleines Rossendorf“. Im Jahr 1781 erscheint der Ort auf einem sächsischen Meilenblatt als „Rosinen Dörfgen od.: Vierhäuser“, 1821/22 als „Rosinen Dörfgen“. Noch 1875 waren mit „Rosinendörfchen (Vierhäuser)“ auf einer Karte noch beide Ortsbezeichnungen angegeben worden, vorübergehend hieß der Ort auch „Kleineschdorf“. Früher zugehörig zur ehemaligen Landgemeinde Eschdorf, teilt Rosinendörfchen deren Geschichte, unter anderem auch die Eingliederung nach Dresden am 1. Januar 1999.